# Хоган, Фиона
Фиона Хоган (англ. Fiona Hogan) — американская актриса. 

## Биография
Родилась и выросла в Нью-Йорке. В детстве научилась играть на фортепиано и писать песни.
Во время учёбы в колледже она попала в театр, получив многочисленные актёрские премии. Во время учёбы написала партитуру для трёх мюзиклов, а также ей были сделаны работы по заказу Пола Анка. После окончания института она уехала в Лос-Анджелес, Калифорния, и училась у известного тренера по актёрскому мастерству Иваны Чаббак. После обучения стала преподавателем актёрского мастерства.
Находясь под руководством Иваны, она присоединилась к «Актёрам площадки», где она выступала и была режиссёром порядка тридцати пяти театральных работ. В конце 1990-х годов, Фиона и Ивана отправились в Ванкувер, чтобы курировать «Актёрскую студию Иваны Чаббак». Фиона преподавала курсы мастерства и тренировала актёров фильмов и телевизионных сериалов более пяти лет.
Во время обучения, Фиона также снялась в многочисленных сериалах, а также, появлялась во многих фильмах, включая «В шоу только девушки», «Мальчишник», «Агент по кличке Спот», печально известную сцену в культовом фильме «Пошёл ты, Фредди!», а также сыграла роль в фильме «Я, робот» вместе с Уиллом Смитом.
Фионе предлагали сотни предложений работы на радио- и телепередачах, включая второстепенные роли в семи анимационных фильмах. Является сооснователем команды «Mental the Musical», которая с большим успехом выступила в Лос-Анджелесе, Калифорния.

## Фильмография
Актёрские роли:
- Пошел ты, Фредди! (2001)
- Агент по кличке Спот (2001)
- Джейн Пост (2002)
- Я, Робот (2004)
- Зубная Фея
- Пришельцы в Америке
- Очень сказочное Рождество
- Звездные Врата: Атлантида
- Коллекционер
- В шоу только девушки
- Ковчег
- Джейн 2.0
- Агент Коди Бэнкс
- Мальчишник
- Просто причина
- Темный ангел
- Alienators: Эволюция Продолжается (видеоигра)
- Небраска
- Так странно
- Следствие ведёт да Винчи
- Земная дева Арджуна
- Рукоплескать или умереть!
- Призрак шанса
- Дружба — это чудо